# 史丹利公園

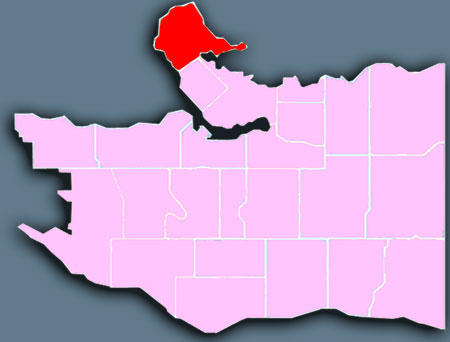
史丹利公園於溫市内位置。

史丹利公園是一個位於加拿大卑詩省溫哥華的市區公園。公園面積有404.9公頃（1000英畝），是加拿大最大與北美第三大市立公園。公園每年吸引大概800萬人次遊覽，包括本地居民和外地遊客。一條8.8公里（5.5英里）長的路徑環繞整個公園，以供遊人緩步、騎腳踏車或玩滾軸溜冰；每年有大概250萬人次使用此路徑。公園内大部分地帶保留為樹林，估計有大概50萬棵樹，部分更有76米（250英尺）高或已生長了數百年。
史丹利公園與溫哥華市中心近在咫尺，亦是溫市地標之一獅門橋的南端落腳點所在，而溫哥華水族館亦座落園内。公園三面環水，而洛斯特湖則座落公園的南端。

## 歷史
史丹利公園所在是多個不同原住民族的傳統聚居點。蘇誇密許族民在此處設有多條村落，而瑪斯昆族民則於此處進行捕獵和採取天然資源。蘇誇密許族民利用此處的雪松樹製造獨木舟，而高豪港畔的死人島則用作先人葬地。
西班牙船長何塞·瑪麗亞·納瓦埃斯和英國船長喬治·溫哥華於1791年先後航行至此處，成為首批接觸當地原住民的歐洲人。溫哥華船長在其著作形容該帶為一個島嶼，意味該處過往起碼在潮漲時是四面環水。往後多年一直沒有歐洲人接觸當地原住民的紀錄，直到克里米亞戰爭期間英國皇家海軍才與蘇誇密許族達成協議，由前者把守布勒内灣的南岸，後者則守衛其北岸。
英國皇家工程兵於1860年代早期進行勘察後將該處設為軍事保留地。雖然1860至80年代期間曾有六間林木公司在此處砍伐，但其軍事保留地的地位卻確保該處免受進一步發展的影響。
溫哥華於1886年正式設市後，市政府首項工作便是向加拿大自治領政府申請租借該片軍事保留地作公園之用，市議會並成立了一個由六人組成的公園委員會以管理這片土地。委員會的功能於1890年由溫哥華公園局取代；公園局委員由市民投票產生而成，在北美城市中實屬罕見。

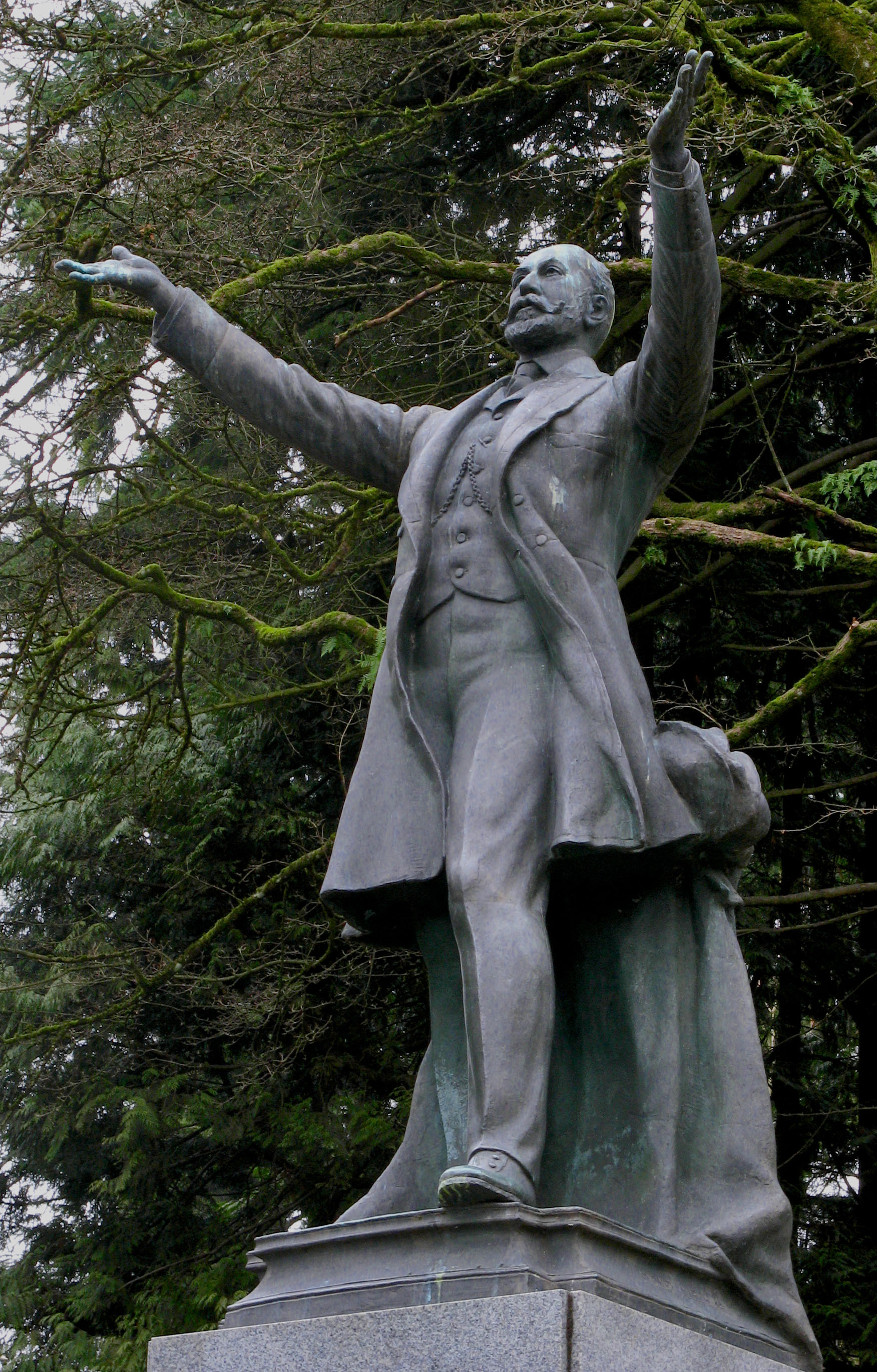
公園内的史丹利伯爵雕塑

史丹利公園於1888年9月27日對外開放，名稱來自時任加拿大總督史丹利伯爵；史丹利伯爵再於翌年訪問卑詩省期間主持公園的正式開幕禮。一名與會人士記述：
|  | 史丹利伯爵將他的手臂伸進天堂，仿彿擁抱著整個佔地1000英畝的原始森林，並將之奉獻給所有人民，不分膚色、信仰和習俗。『我將此處定名為史丹利公園。』 |
史丹利公園對外開放後仍有一定數目的原住民居於此處。蘇誇密許族人莎莉·庫爾卡林一直居於公園内，直到她於1923年去世為止；當局以15,500元從她的後人收購其物業。
史丹利公園的租約於1908年屆滿後，聯邦政府再與溫市政府簽訂為期99年的租約；市政府可再於2007年續租。
公園於1988年被聯邦政府界定為國家歷史遺產區。